# Marcel Baudot
Pour les articles homonymes, voir Baudot.
Marcel Marie Georges Baudot, né à Paris le 20 août 1902 et mort à Paris le 3 janvier 1992, est un historien et archiviste français. Il fut également chef des Forces françaises de l’intérieur de l’Eure en 1944.

## Biographie
Marcel Baudot est né le 20 août 1902 au 116 rue Saint-Dominique à Paris (7e arrondissement), il est le fils d'Émile Baudot, professeur de chant, et de Marguerite Brodin.
Diplômé de l’École des chartes en 1925, il est nommé aux archives départementales de l'Eure qu’il dirigera pendant vingt-trois ans. La diversité et la somme de ses travaux sur la Normandie et le département de l’Eure en particulier font de lui un spécialiste reconnu de l’histoire et de la toponymie normandes.
Dès 1940, il entre en résistance pour lutter « contre le pire danger couru par notre civilisation humaniste et chrétienne ». Son action commence au sein du réseau « Libération-Nord » sous le nom de « Beaumanoir » ; en 1941, il devient chef du réseau de renseignement Cohors-Asturies pour l'Eure ; en 1943, il est nommé chef militaire de l'Armée secrète pour le département sous le nom de « Breteuil », puis, en juin 1944, chef des Forces françaises de l'intérieur de l'Eure. Le 8 octobre 1944, il reçoit le général de Gaulle à Évreux.
Il se consacre à l’Histoire de la Résistance et de la Seconde Guerre mondiale, y exerçant une grande influence, notamment en tant que secrétaire de la Commission d’histoire de la Résistance et du Comité d’histoire de la Seconde Guerre mondiale.
Il est nommé inspecteur général des archives de France en 1948.
Marcel Baudot est décédé le 3 janvier 1992 à Paris (13e arrondissement).
Le 26 août 2018, les carnets de Marcel Baudot répertoriant les noms de 5 000 résistants eurois des Forces françaises de l’Intérieur sont légués à la ville d’Évreux par son fils.

## Publications
Parmi ses différents ouvrages, on compte :
- L'opinion publique sous l'Occupation (PUF, 1960)
- La Libération de la Normandie (Hachette, 1974)
- La Libération de la Bretagne (Hachette, 1974)
- L'encyclopédie de la Guerre 1939–1945 (Casterman, 1977)
- En commun avec son épouse Anne Lemerle-Baudot, Grand cartulaire du chapitre Saint-Julien de Brioude : essai de restitution (1935)[4]

## Distinctions

### Décorations
- Médaille de la Résistance française avec rosette par décret du 24 avril 1946[5]

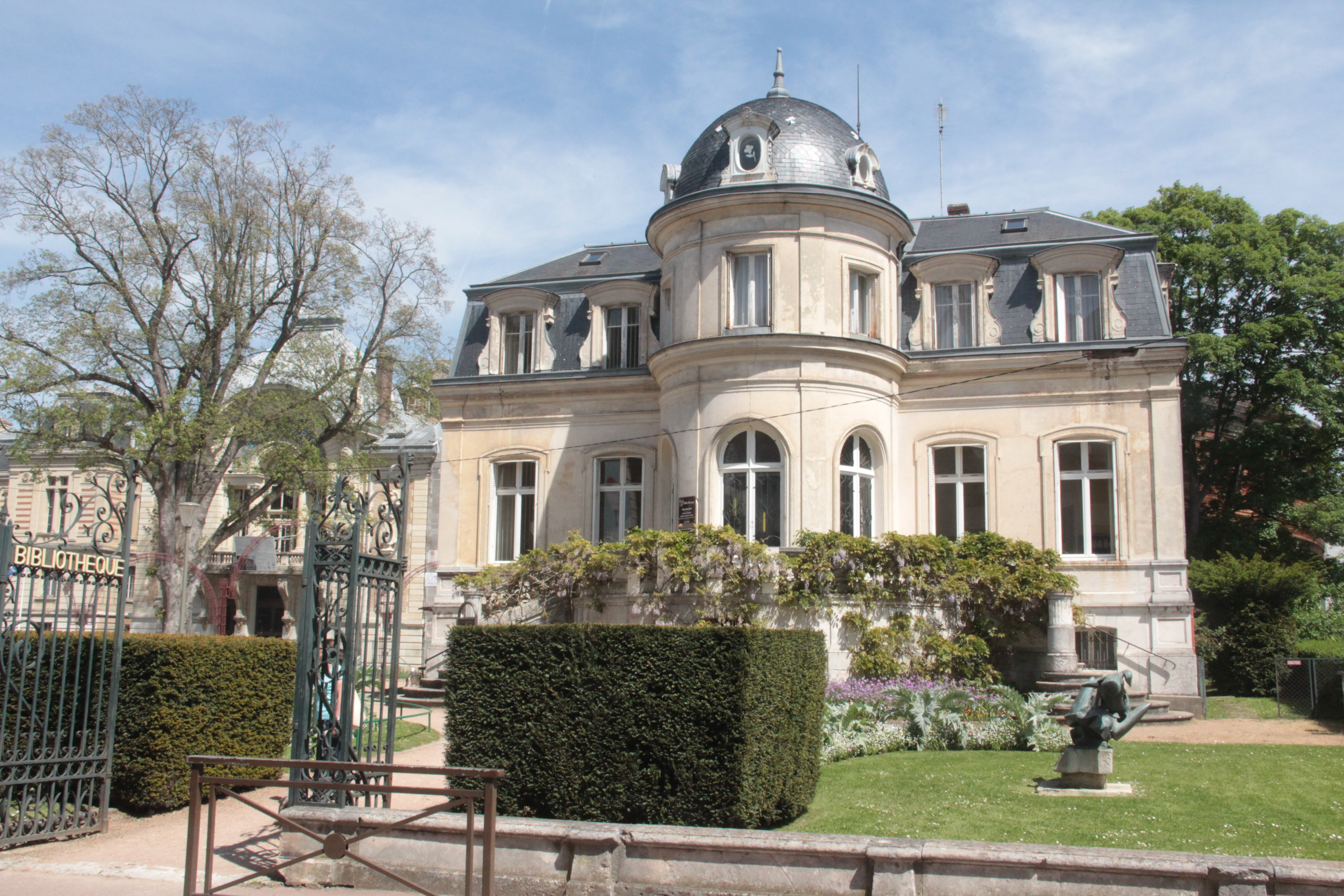
La résidence des époux Baudot pendant la Guerre.

### Récompenses
- Membre de la Société libre d'agriculture, sciences, arts et belles-lettres de l'Eure[6]
- Prix Georges-Goyau
- Président de la Société parisienne d'histoire et d'archéologie normandes [7]